# Diocesi di Bayeux-Lisieux

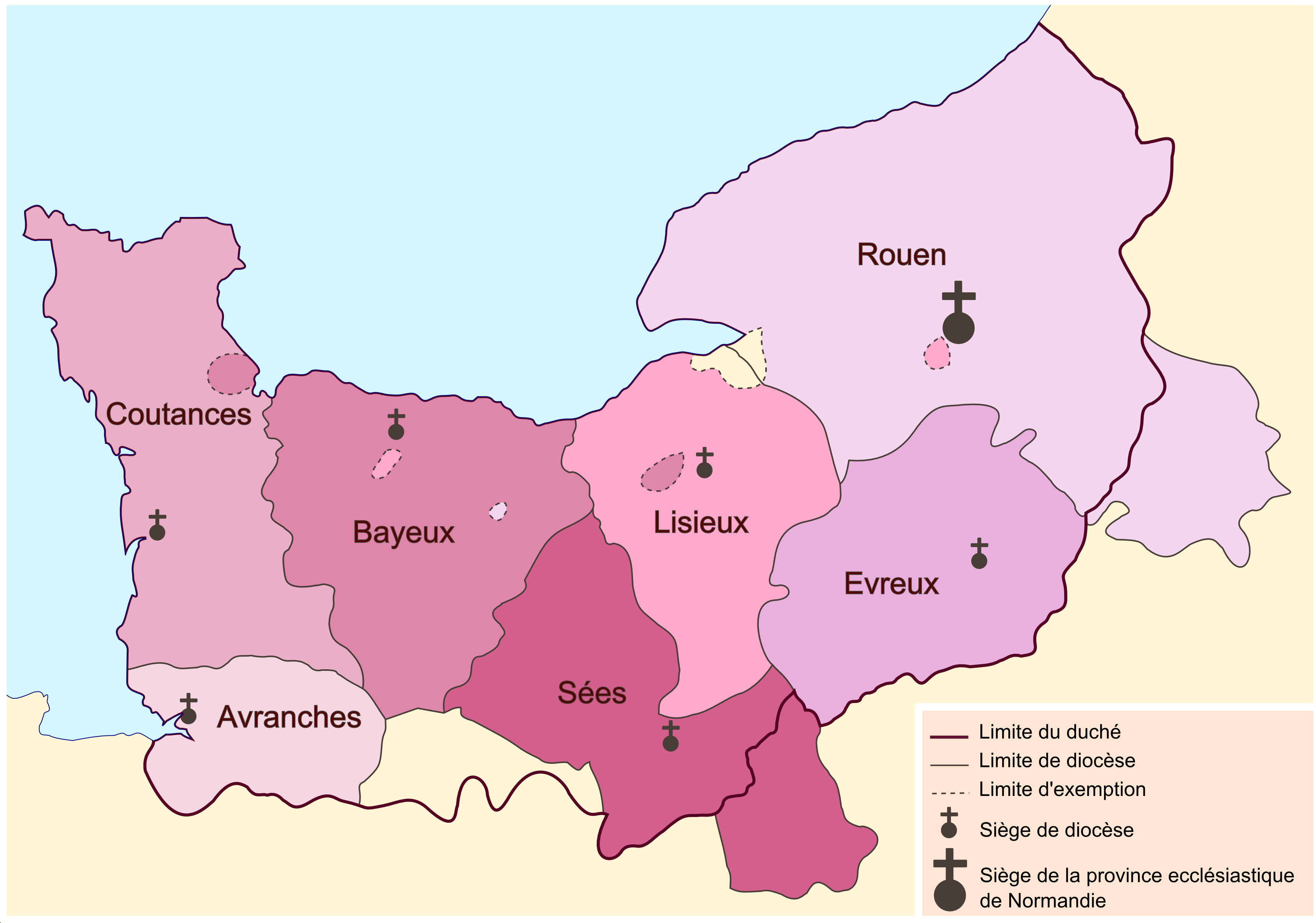
Mappa delle diocesi storiche della Normandia prima della rivoluzione francese.

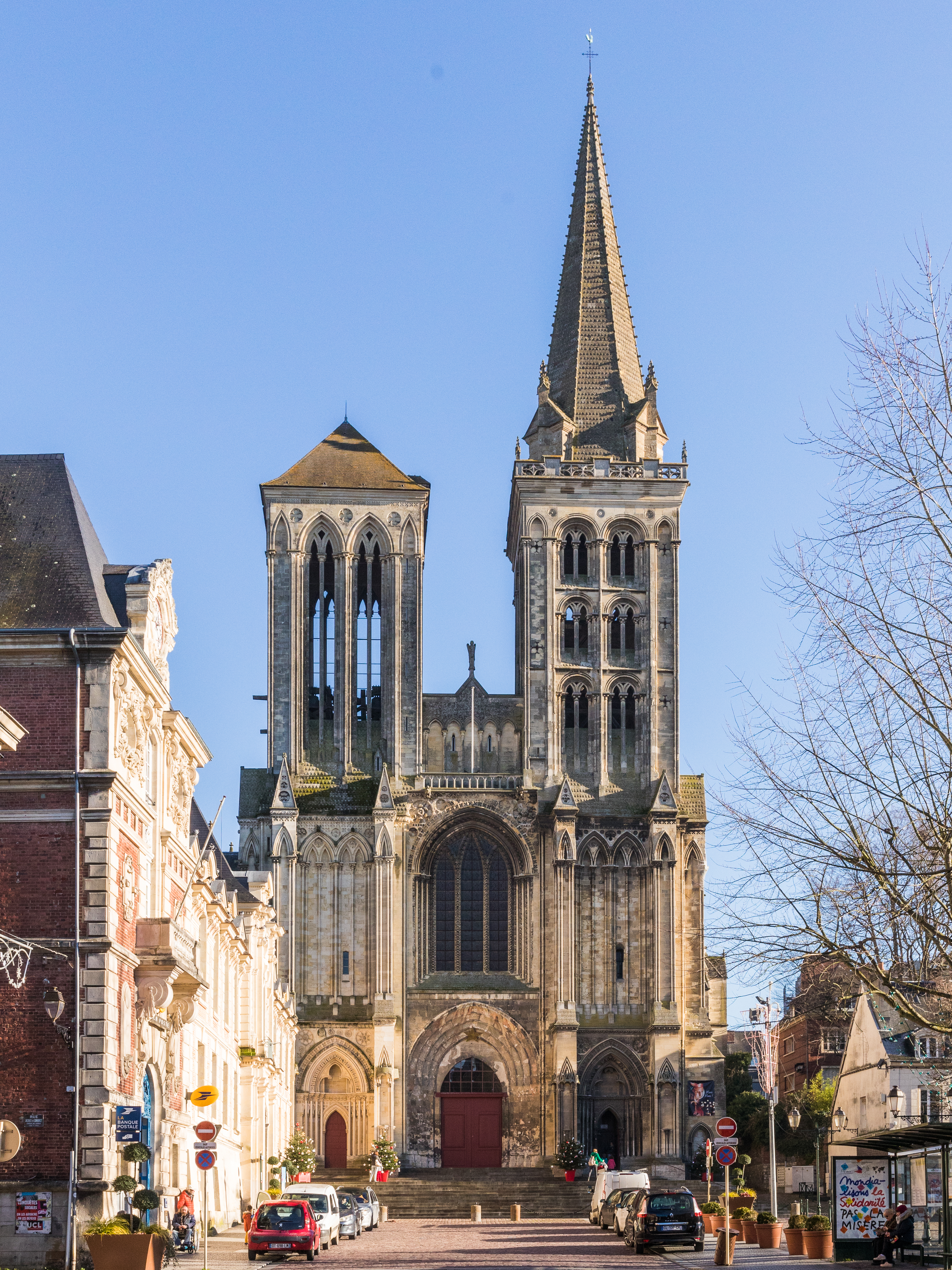
L'ex-cattedrale di San Pietro a Lisieux.

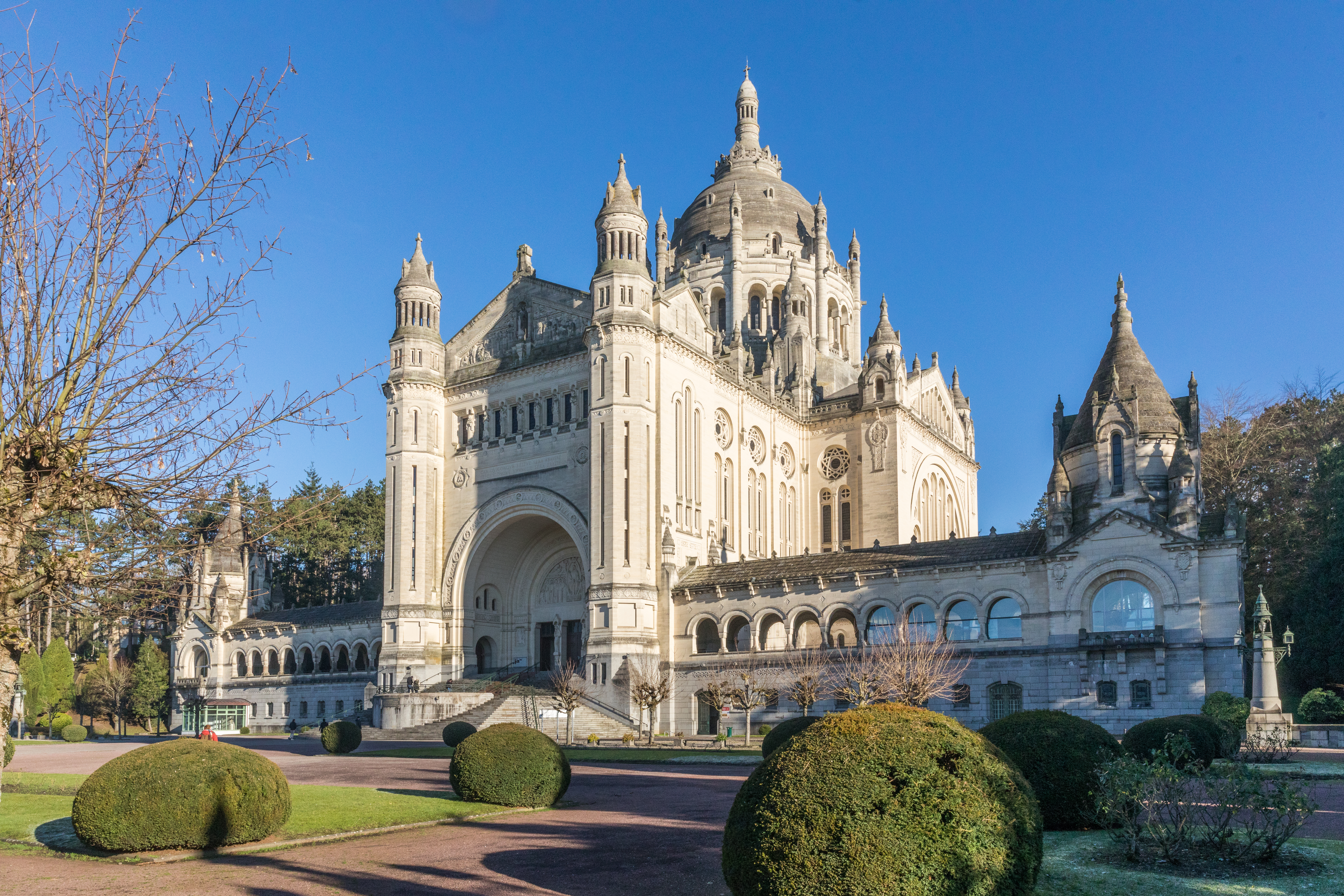
La basilica di Santa Teresa di Lisieux, costruita a partire dal 1929 e consacrata l'11 luglio 1954. È il secondo luogo di pellegrinaggio più importante di Francia, dopo la basilica di Lourdes.

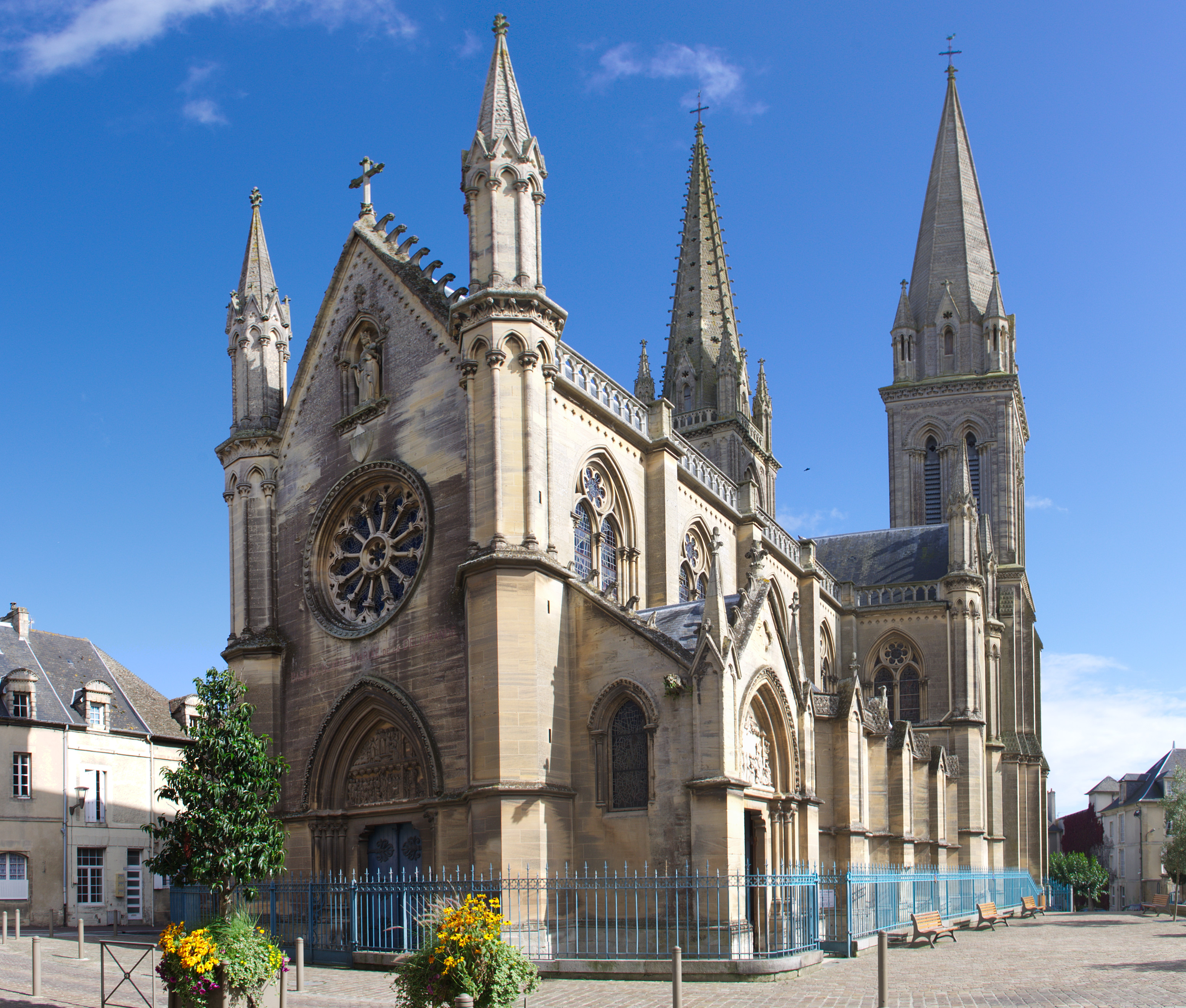
La basilica minore di Notre-Dame de la Délivrande a Douvres-la-Délivrande.

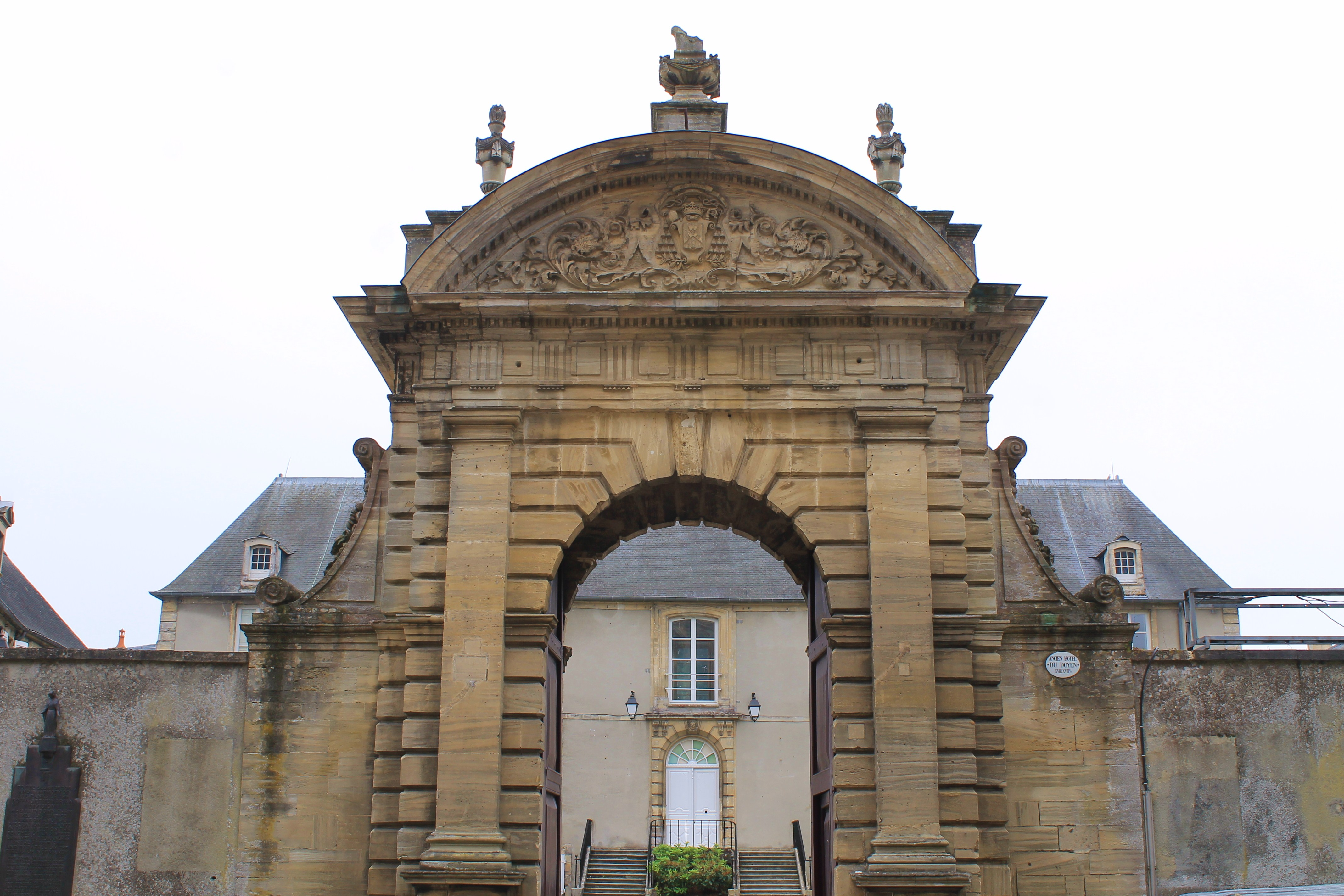
L'entrata dell'antico palazzo episcopale di Bayeux, oggi sede del museo Baron Gérard.

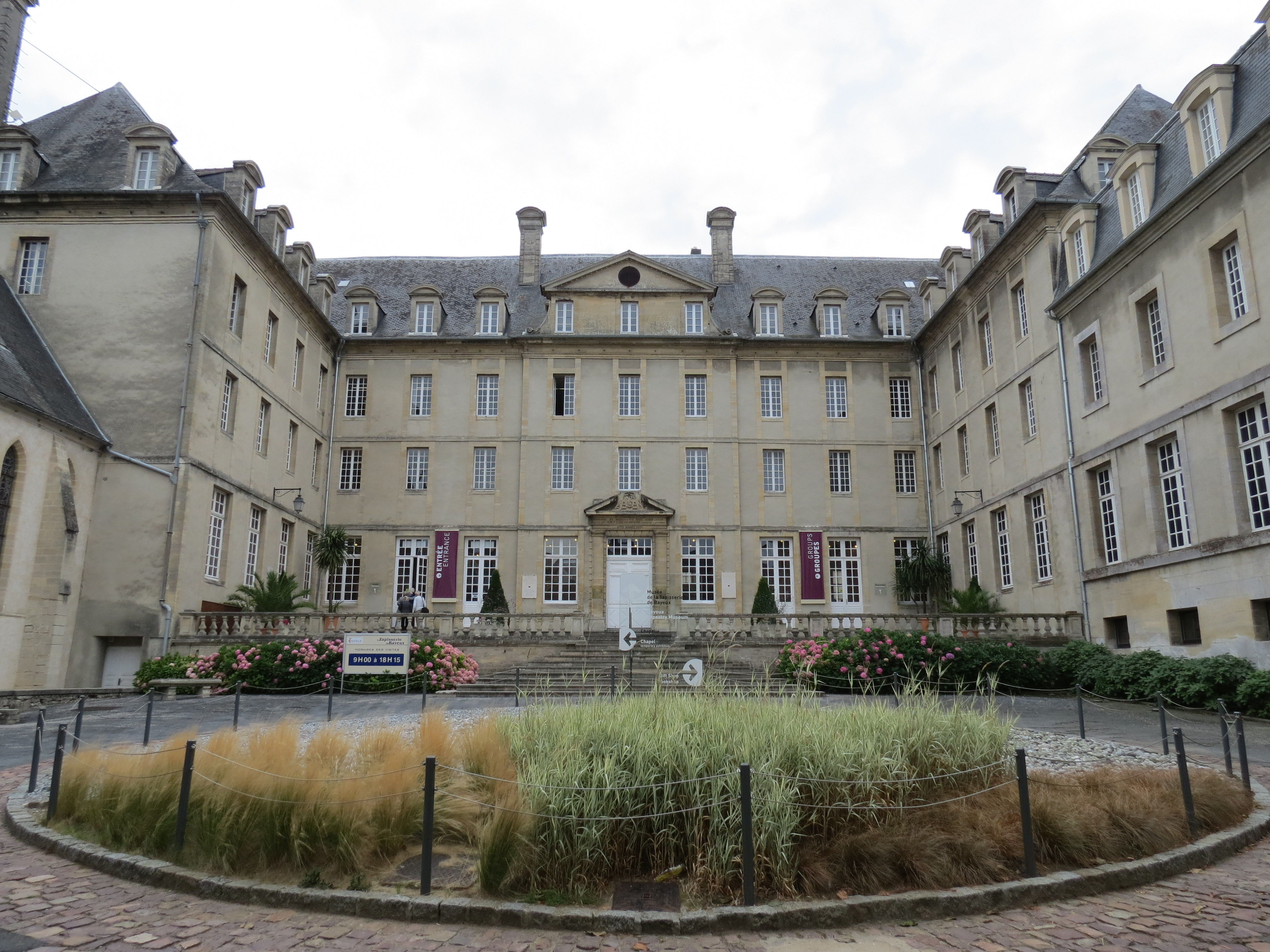
L'antico seminario diocesano, costruito a partire dal 1693, oggi sede di istituzioni culturali cittadine.

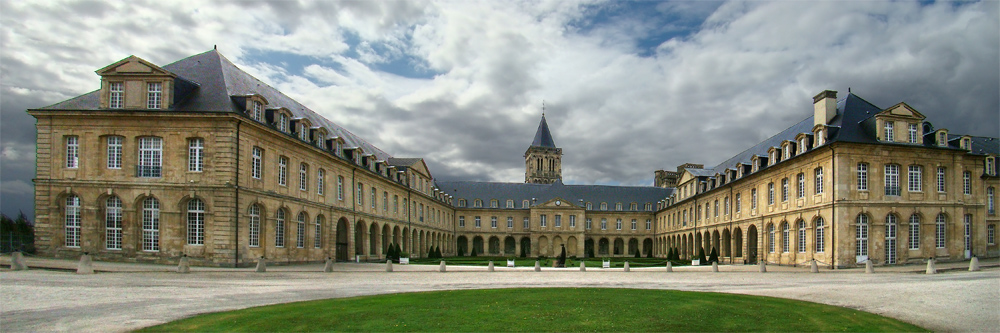
Labbaye aux Dames di Caen.

La diocesi di Bayeux-Lisieux (in latino Dioecesis Baiocensis-Lexoviensis) è una sede della Chiesa cattolica in Francia suffraganea dell'arcidiocesi di Rouen. Nel 2023 contava 408.200 battezzati su 697.547 abitanti. È retta dal vescovo Jacques Habert.

## Territorio
La diocesi comprende il territorio del dipartimento francese del Calvados.
Sede vescovile è la città di Bayeux, dove si trova la cattedrale di Notre-Dame. A Lisieux sorgono la concattedrale di San Pietro e la basilica santuario di Santa Teresa, importante meta di pellegrinaggio. Altro significativo edificio religioso della diocesi è la basilica minore di Notre-Dame de la Délivrande a Douvres-la-Délivrande, dove si conserva la scultura di una Madonna Nera, titolare di una congregazione di suore domenicane.
Il territorio si estende su 5.548 km². A partire dal 1º settembre 2024, è stato suddiviso in 15 parrocchie, raggruppate in 5 decanati: Plaine de Caen, Pays d’Auge, Pays de Falaise et de la Suisse Normande, Bocage et Pré-Bocage, e Bessin.

## Storia
La diocesi fu eretta dopo la metà del IV secolo. Secondo una tradizione, attestata già nel IX secolo, protovescovo e fondatore della diocesi sarebbe stato sant'Esuperio: l'opinione più comune e diffusa fra gli storici è che Esuperio sia vissuto nel IV secolo. Il primo vescovo storicamente documentato è Leucadio, che prese parte al concilio di Orléans del 538 e si fece rappresentare a quelli del 541 e del 549.
Augustodurum, capitale del popolo celtico dei Baiocassi, era una civitas della provincia romana della Gallia Lugdunense seconda, come attestato dalla Notitia Galliarum dell'inizio del V secolo. Dal punto di vista religioso, come di quello civile, Bayeux dipendeva dalla provincia ecclesiastica dell'arcidiocesi di Rouen, sede metropolitana provinciale.
La cattedrale fu edificata in stile romanico durante l'episcopato di Oddone († 1097) e ristrutturata, in seguito ad un incendio, a partire dal XIII secolo in stile gotico.
Nel Medioevo la diocesi di Bayeux godette di grande prestigio e il capitolo era uno dei più ricchi di Francia. Importante era soprattutto la biblioteca del capitolo, ricca di oltre 250 manoscritti e comprensiva di antichi messali, breviari ed altri libri liturgici; andata distrutta e dispersa durante la riforma protestante, venne ricostruita dai canonici, con la raccolta dei pochi manoscritti originali superstiti e delle copie di quelli distrutti.
Nel 1300 a Bayeux si tenne un sinodo sulla disciplina del clero.
Il 25 novembre 1641 san Giovanni Eudes fondò a Caen la Congregazione di Nostra Signora della Carità del Rifugio, dedicata alla protezione delle ragazze, che ebbe grande diffusione in Francia.
Durante l'episcopato di François de Nesmond († 1715), nel quadro della controriforma cattolica, si installarono in città cinque nuove istituzioni religiose; al vescovo si deve inoltre l'istituzione del seminario diocesano nel 1693.
Al momento dell'insorgere della rivoluzione, la diocesi comprendeva oltre 600 parrocchie, raggruppate in 17 decanati e 4 arcidiaconati: Bayeux (211 parrocchie ripartite in 6 decanati), Caen (108 parrocchie e 4 decanati), Hyemes (133 parrocchie e 3 decanati) e Veys (154 parrocchie e 4 decanati). Alla diocesi inoltre appartenevano due enclavi nelle diocesi di Coutances (5 parrocchie, tra cui quella di Sainte-Mère-Église) e di Lisieux (la cosiddetta exemption de Cambremer, che comprendeva l'abbazia cistercense di Val-Richer e 9 parrocchie).
All'antica diocesi inoltre appartenevano 12 abbazie maschili e 2 femminili. Tra le abbazie maschili, si ricordano: quelle benedettine di Cerisy-la-Forêt, la cui chiesa è uno dei più bei monumenti dell'architettura normanna dell'XI secolo, e di Santo Stefano di Caen, nota come Abbaye-aux-Hommes, fondata da Guglielmo il Conquistatore e luogo della sua prima sepoltura; quelle cistercensi di Notre-Dame di Torigny e di Notre-Dame di Val-Richer; l'abbazia premostratense Notre-Dame d'Ardennes, fondata nel 1121 dall'abate Gilbert, figlio spirituale di san Norberto; l'abbazia femminile Santa Trinità di Caen, nota come Abbaye-aux-Dames.
In seguito al concordato con la bolla Qui Christi Domini di papa Pio VII del 29 novembre 1801 la diocesi venne fatta coincidere con il nuovo dipartimento del Calvados: l'antica diocesi si ampliò, incorporando parte della soppressa diocesi di Lisieux, tra cui la exemption de Cambremer, e alcune parrocchie delle diocesi di Coutances (esclusa l'enclave di Sainte-Mère-Eglise) e di Séez.
Il 12 giugno 1854 fu concesso ai vescovi di Bayeux di portare il titolo di "vescovi di Lisieux" (Lexoviensis).
Con decreto del Dicastero per i vescovi, datato 6 gennaio 2025 ed entrato in vigore il 25 marzo seguente, la diocesi ha assunto il nome attuale.

## Cronotassi dei vescovi
Si omettono i periodi di sede vacante non superiori ai 2 anni o non storicamente accertati.
I cataloghi episcopali di Bayeux, databili al XII e XIII secolo, sono attendibili e documentabili storicamente solo a partire dal vescovo Hugues d'Ivry (inizio dell'XI secolo). Sui vescovi precedenti, il catalogo dimostra di essere incompleto (mancano almeno 12 vescovi certi) e di presentare inoltre una serie di ben 14 santi vescovi, desunti per la maggior parte da tradizioni agiografiche e liturgiche di dubbia storicità e comunque non facilmente databili.
- Sant'Esuperio † (IV secolo)
- San Rufiniano † (prima metà del V secolo)
- San Lupo † (seconda metà del V secolo)[9]
- San Patrizio †
- San Manveo †
- San Contesto †[10]
- San Vigor † (inizio VI secolo)[11]
- Leucadio † (prima del 538 - dopo il 549)
- Lascivo † (menzionato nel 557/573)[12]
- Leudovaldo † (prima del 581 - dopo il 614)
- San Geretrando †[13]
- San Ragnoberto † (prima del 627 - dopo il 667)[14]
- San Gerboldo † (menzionato nel 688/689)
- San Framboldo †[15]
- Sant'Ugo † (circa 723 - 8 aprile 730 deceduto)
- Leodeningo † (menzionato nel 762)
- Tioro †[16]
- Carevilto † (menzionato nell'833)
- Arimberto † (prima dell'835 - dopo l'838)
- San Sulpizio †[17]
- Baltfrido † (prima dell'847 - 858 deceduto)
  - Tortoldo † (menzionato nell'858) (usurpatore)[18]
- Ercamberto † (14 giugno 859 - dopo l'876)
- Enrico I † (prima del 927 - dopo il 933)
- Ugo II † (menzionato nel 965)
- Riccardo I † (prima del 968 - dopo il 988)
- Raoul d'Avranches † (prima di giugno 990 - dopo il 1006)
- Hugues d'Ivry † (prima del 1015 - dopo il 3 ottobre 1049 deceduto)
- Oddone † (1049 o 1050 - febbraio 1097 deceduto)
- Turold de Brémoy (o d'Envermeu) † (1097 - 1106 dimesso)
- Richard de Dover † (1107 - 1134 deceduto)
- Richard de Gloucester † (1134 - 3 aprile 1142 deceduto)
- Philippe d'Harcourt † (1142 - 7 febbraio 1164 deceduto)
- Henri II † (1164 - dicembre 1205 deceduto)
- Robert des Ablèges † (26 febbraio 1206 - 29 gennaio 1231 deceduto)
- Thomas de Freauville † (20 marzo 1232 - maggio 1238 deceduto)
- Guy † (1241 - 27 febbraio 1260 deceduto)
- Eudes de Lory † (9 maggio 1263 - 8 agosto 1274 deceduto)
- Gregorio di Napoli † (1274 - 11 luglio 1276 deceduto)
- Pierre de Beneis † (1276 - 23 gennaio 1306 deceduto)
- Guillaume Bonnet † (27 agosto 1306 - 3 aprile 1312 deceduto)
- Guillaume de Trie † (12 aprile 1312 - 28 marzo 1324 nominato arcivescovo di Reims)
- Pierre de Lévis † (28 marzo 1324 - circa 1326 deceduto)
- Pierre de Moussy † (16 agosto 1326 - 3 gennaio 1330 nominato vescovo di Carcassonne)
- Guillaume de Beaujeu † (3 gennaio 1330 - 26 ottobre 1337 deceduto)
- Guillaume Bertrand † (23 gennaio 1338 - 14 maggio 1347 nominato vescovo di Beauvais)
- Pierre de Villaine † (14 maggio 1347 - 3 settembre 1360 deceduto)
- Louis Thézart † (6 novembre 1360 - 14 aprile 1374 nominato arcivescovo di Reims)
- Gauffroi † (14 aprile 1374 - 1374 deceduto)
- Milon de Dormans † (16 giugno 1374 - 31 gennaio 1375 nominato vescovo di Beauvais)
- Nicolas du Bos † (31 gennaio 1375 - 19 settembre 1408 deceduto)
- Jean de Boissey † (26 novembre 1408 - 3 aprile 1412 deceduto)
- Jean Langret † (30 aprile 1412 - 14 luglio 1419 deceduto)
- Nicholas Habart † (27 novembre 1420 - 29 settembre 1431 deceduto)
- Zanone Castiglioni † (29 gennaio 1432 - 11 settembre 1459 deceduto)
- Louis d'Harcourt † (18 gennaio 1460 - 14 dicembre 1479 deceduto)
  - Charles de Neufchâtel † (6 marzo 1480 - 20 luglio 1498 deceduto) (amministratore apostolico)
- René de Prie † (3 agosto 1498 - 24 novembre 1516 dimesso)
- Ludovico di Canossa, O.Cist. † (24 novembre 1516 - 17 aprile 1531 dimesso)
- Pierre de Martigny † (17 aprile 1531 - 13 settembre 1531 deceduto)
  - Agostino Trivulzio † (6 ottobre 1531 - 30 marzo 1548 deceduto) (amministratore apostolico)
- Charles d'Humières † (16 maggio 1548 - 5 dicembre 1571 deceduto)
- Bernardin de Saint-François † (12 agosto 1573 - 14 luglio 1582 deceduto)
- Mathurin de Savonnières † (9 marzo 1583 - maggio 1586 deceduto)
  - Charles de Bourbon  † (1586 - 1590, dimesso) (amministratore apostolico[19])
  - Sede vacante (1590-1598)
- René de Daillon du Lude † (11 febbraio 1598 - 8 marzo 1600 deceduto)
- Arnaud d'Ossat † (26 giugno 1600 - 13 marzo 1604 deceduto)
- Jacques d'Angennes † (5 maggio 1606 - 15 maggio 1647 deceduto)
- Édouard Molé † (23 novembre 1648 - aprile 1652 deceduto)
- François Servien † (9 novembre 1654 - febbraio 1659 deceduto)
- François de Nesmond † (8 agosto 1661 - 16 giugno 1715 deceduto)
- Joseph-Emmanuel de La Trémoille † (8 giugno 1716 - 11 maggio 1718 nominato arcivescovo di Cambrai)
- François-Armand de Lorraine † (18 settembre 1719 - 9 giugno 1728 deceduto)
- Paul d'Albert de Luynes † (17 agosto 1729 - 21 settembre 1753 dimesso)[20]
- Pierre-Jules-César de Rochechouard-Montigny † (26 novembre 1753 - 27 dicembre 1776 dimesso)
- Joseph-Dominique de Cheylus † (17 febbraio 1777 - 22 o 24 febbraio 1797 deceduto)
  - Sede vacante (1797-1802)
- Charles Brault † (4 maggio 1802 - 1º ottobre 1817 nominato arcivescovo di Albi)
- Jean Pradelle † (1º ottobre 1817 - 2 aprile 1818 deceduto) 
  - Sede vacante (1818-1823)
- Charles-François Duperrier-Dumourier † (10 marzo 1823 - 17 aprile 1827 deceduto)
- Jean-Charles-Richard Dancel † (17 settembre 1827 - 20 aprile 1836 deceduto)
- Louis-François Robin † (11 luglio 1836 - 29 dicembre 1855 deceduto)
- Charles-Nicolas-Pierre Didiot † (16 giugno 1856 - 15 giugno 1866 deceduto)
- Flavien-Abel-Antoinin Hugonin † (22 febbraio 1867 - 2 maggio 1898 deceduto)
- Léon-Adolphe Amette † (28 novembre 1898 - 21 febbraio 1906 nominato arcivescovo coadiutore di Parigi[21])
- Thomas-Paul-Henri Lemonnier † (13 luglio 1906 - 29 dicembre 1927 deceduto)
- Emmanuel Célestin Suhard † (6 luglio 1928 - 23 dicembre 1930 nominato arcivescovo di Reims)
- François-Marie Picaud † (12 settembre 1931 - 5 agosto 1954 dimesso[22])
- André Jacquemin † (29 ottobre 1954 succeduto - 10 dicembre 1969 dimesso[23])
- Jean-Marie-Clément Badré † (10 dicembre 1969 - 19 novembre 1988 ritirato)
- Pierre Auguste Gratien Pican, S.D.B. † (19 novembre 1988 succeduto - 12 marzo 2010 ritirato)
- Jean-Claude Boulanger (12 marzo 2010 - 27 giugno 2020 ritirato)
- Jacques Habert, dal 10 novembre 2020

## Statistiche
La diocesi nel 2023 su una popolazione di 697.547 persone contava 408.200 battezzati, corrispondenti al 58,5% del totale.
| anno | popolazione | popolazione | popolazione | presbiteri | presbiteri | presbiteri | presbiteri                | diaconi | religiosi | religiosi | parrocchie |
| anno | battezzati  | totale      | %           | numero     | secolari   | regolari   | battezzati per presbitero | diaconi | uomini    | donne     | parrocchie |
| ---- | ----------- | ----------- | ----------- | ---------- | ---------- | ---------- | ------------------------- | ------- | --------- | --------- | ---------- |
| 1950 | 350.000     | 400.000     | 87,5        | 513        | 509        | 4          | 682                       |         | 145       | 2.826     | 718        |
| 1958 | 380.000     | 442.991     | 85,8        | 485        | 479        | 6          | 783                       |         | 128       | 1.854     | 720        |
| 1969 | 510.000     | 519.000     | 98,3        | 541        | 464        | 77         | 942                       |         | 77        |           | 256        |
| 1980 | 500.000     | 570.000     | 87,7        | 452        | 368        | 84         | 1.106                     | 1       | 120       | 1.319     | 722        |
| 1990 | 525.000     | 614.000     | 85,5        | 371        | 288        | 83         | 1.415                     | 8       | 126       | 1.015     | 724        |
| 1999 | 475.000     | 618.478     | 76,8        | 300        | 229        | 71         | 1.583                     | 17      | 111       | 727       | 51         |
| 2000 | 475.000     | 648.385     | 73,3        | 289        | 226        | 63         | 1.643                     | 17      | 92        | 701       | 51         |
| 2001 | 475.000     | 648.385     | 73,3        | 289        | 222        | 67         | 1.643                     | 19      | 99        | 667       | 51         |
| 2002 | 460.000     | 648.385     | 70,9        | 278        | 215        | 63         | 1.654                     | 19      | 93        | 630       | 51         |
| 2003 | 461.000     | 649.047     | 71,0        | 270        | 207        | 63         | 1.707                     | 19      | 91        | 630       | 51         |
| 2004 | 461.000     | 647.833     | 71,2        | 240        | 203        | 37         | 1.920                     | 20      | 47        | 597       | 50         |
| 2006 | 461.000     | 647.933     | 71,1        | 247        | 192        | 55         | 1.866                     | 18      | 67        | 585       | 51         |
| 2012 | 493.700     | 694.600     | 71,1        | 209        | 166        | 43         | 2.362                     | 18      | 69        | 597       | 51         |
| 2015 | 416.500     | 685.262     | 60,8        | 186        | 136        | 50         | 2.239                     | 20      | 85        | 458       | 51         |
| 2018 | 405.940     | 692.400     | 58,6        | 158        | 108        | 50         | 2.569                     | 23      | 66        | 435       | 51         |
| 2020 | 405.800     | 692.000     | 58,6        | 158        | 109        | 49         | 2.568                     | 31      | 66        | 457       | 51         |
| 2022 | 406.160     | 694.056     | 58,5        | 152        | 104        | 48         | 2.672                     | 31      | 61        | 385       | 51         |
| 2023 | 408.200     | 697.547     | 58,5        | 143        | 97         | 46         | 2.854                     | 27      | 52        | 362       | 51         |